# کنیسه ملا آقا بابا ملا حیدر
کنیسه ملا آقا بابا ملا حیدر مربوط به دوره قاجار است و در یزد، خیابان مسجد جامع کبیر، محله چهار سوق واقع شده و این اثر در تاریخ ۲۵ اسفند ۱۳۷۹ با شمارهٔ ثبت ۳۶۱۶ به‌عنوان یکی از آثار ملی ایران به ثبت رسیده است.